# 미디어 포리스트
미디어 포리스트(영어: Media Forest)는 2005년에 설립된 이스라엘의 회사로, 방송 모니터와 음악 · 광고 산업의 미디어 조사를 실시하고있다. 이 회사는 라디오 방송국과 TV 방송국에서 방송되는 방송국의 모니터를 하고 이를 통해 부가가치를 붙인 정보 제공을 실시하고 있다. 이 회사의 서비스에 가입하여 방송 채널 (인터넷 방송 포함)의 실시간 정보를 알 수 있다.